# Christin Willnat
Christin Willnat (geb. 3. April 1986 in Brandenburg an der Havel) ist eine deutsche Politikerin der Partei Die Linke. Sie ist seit 2025 Mitglied des Deutschen Bundestags.

## Leben
Christin Willnat ist 1986 als Tochter einer Verkäuferin und eines Straßenbahnfahrers in Brandenburg an der Havel geboren. Die Familie zog Anfang der 1990er-Jahre aus einer beengten Altbauwohnung in den Neubau Stadtteil Hohenstücken um, der als Plattenbaugebiet für Arbeiterfamilien errichtet worden war. Ihr Wohnblock in Hohenstücken wurde nach der Wende abgerissen, Willnats Vater weigerte sich zunächst als letzter Mieter auszuziehen. Die frühere Grundschule, die Willnat in Hohenstücken besuchte, dient heute als Bürgerhaus des Viertels.
Nach der 10. Klasse begann Willnat eine Ausbildung zur Einzelhandelskauffrau und wurde im dritten Lehrjahr gekündigt, war anderthalb Jahre arbeitslos. Sie holte ihren Berufsabschluss nach und erwarb ihr Abitur über den zweiten Bildungsweg. Anschließend belegte sie an der Universität Potsdam das Fach Interdisziplinäre Russland-Studien. Christin Willnat ist Patchwork-Mutter von vier Kindern und wohnt in Brandenburg an der Havel.
Beruflich arbeitete Willnat als selbständige Übersetzerin und als Integrationshelferin. In letzterer Funktion betreute sie zunächst Geflüchtete aus Tschetschenien und Inguschetien, begleitete sie zu Ämtern, Ärzten, Anwälten und half bei der Wohnungssuche. Später unterstützte sie auch obdachlose Menschen, dabei Unterkünfte zu finden und Bewerbungen zu schreiben. Ihre Erfahrungen mit sozialen Problemen wie Armut, Obdachlosigkeit, Überschuldung, Mobbing und Rassismus prägten sie eigenen Angaben zufolge politisch.

## Gesellschaftliches Engagement
Bereits vor ihrem Parteieintritt engagierte sich Willant ehrenamtlich in der Integrations- und Antidiskriminierungsarbeit. Im März 2017 gehörte sie zu den Mitgründerinnen des Vereins Antidiskriminierungsstelle Brandenburg an der Havel e.V., dessen Leitung sie übernahm.
Parallel war Willnat von 2017 bis 2024 berufenes Mitglied im Beirat für Integration der Stadt Brandenburg an der Havel. Zudem engagierte sie sich im Verein Sprachkultur e.V., dessen Vorsitzende sie von Oktober 2016 bis Februar 2019 war.

## Politischer Werdegang

### Kommunalpolitik
Christin Willnat trat im März 2019 in die Partei die Linke ein. Noch im selben Jahr wurde sie in den Kreisvorstand der linken in Brandenburg an der Havel gewählt. Vom September 2019 bis 2024 gehörte sie der Stadtverordnetenversammlung (SVV) von Brandenburg an der Havel zunächst als Sachkundige Einwohnerin an.
Bei den Kommunalwahlen im Mai 2024 kandidierte Willnat erfolgreich für die Stadtverordnetenversammlung. Seit Juni 2024 ist sie Stadtverordnete und gehört den Ausschüssen: Ausschuss für Stadtentwicklung, Umwelt und Verkehr, Ausschuss für Finanzen, Wirtschaft, Digitalisierung und kommunale Zusammenarbeit, sowie Ausschuss für Soziales, Familie, Gesundheit und Senioren an.
Ein weiterer Schwerpunkt ihrer kommunalpolitischen Arbeit war die Integration von Geflüchteten. Willnat kritisierte, dass ein städtisches Integrationskonzept jahrelang verschleppt wurde und forderte effizientere Verwaltungswege und eine dezentralere Unterbringung von Migrantischen Personen statt der Konzentration in Hohenstücken. Sie betonte, dass eine bessere Verteilung neuer Nachbarn über verschiedene Stadtteile die Integration erleichtern würde. Ferner engagierte sich Willnat für Verbesserungen im öffentlichen Nahverkehr der Havelstadt. Sie plädierte für eine regelmäßige Überprüfung des ÖPNV-Angebots auf Wirksamkeit, den Einsatz kleinerer und Intelligenter Zubringer-Lösungen, sowie für einen bedarfsgerechten Nahverkehr. Zudem setzte sie sich dafür ein, den kostenfreien Schülerverkehr auch für Kinder einzuführen, die weniger als 3 Kilometer von der Schule entfernt Wohnen.
In der Wohnungspolitik sprach sich Willnat in der Stadtverordnetenversammlung dafür aus, dass die Kommune stärker steuernd auf den Wohnungsmarkt einwirkt. Sie forderte, dass die Stadt bei Bauvorhaben durch Vereinbarungen mit Investoren sozialen Kriterien Geltung verschafft, etwa die Anlage von Spielplätzen und die bevorzugte vergabe an ortsansässige Familien. Darüber hinaus machte Willnat auf Defizite in der Schulentwicklungsplanung aufmerksam und mahnte an, dass neue Leuchtturmprojekte (wie der geplante Bildungscampus) nicht auf Kosten bestehender Schulen gehen dürfen.

### Parteiämter und Kandidaturen
Innerhalb der Partei die Linke wurde sie 2019 in den Kreisvorstand und 2023 zur Parteivorsitzenden des Kreisverbands Brandenburg an der Havel. Dort setzte sie sich für einen bessere Bildung und Nahverkehr in Brandenburg an der Havel ein. Im November 2024 wurde sie mit 100 % der Stimmen zu einer der zwei Kreisvorsitzenden der Partei Die Linke in Brandenburg an der Havel gewählt.
Willnat gehört seit Februar 2024 dem Parteirat (Bundesausschuss) der Linken an. Zudem engagiert sie sich in der Landesarbeitsgemeinschaft (LAG) Grundeinkommen, deren Sprecherin sie seit 2022 wurde und seit Ende 2024 ist sie Teil des Sprecherinnenrats der Bundesarbeitsgemeinschaft (BAG) Grundeinkommen.
Im Vorfeld der Landtagswahl in Brandenburg 2024 setzte die Linke Willnat als neue Kraft: Im November 2023 nominierte sie der Kreisverband mit 89,7 % zur Direktkandidatin im Landtagswahlkreis 17 (Brandenburg an der Havel). Die Landesvorsitzende Katharina Slanina und die Landtagsabgeordnete Andrea Johlige hoben anlässlich der Nominierung die Bedeutung linken Engagements gegen wachsenden Rechtsextremismus und für Solidarität hervor. Bei der Landtagswahl im September 2024 verpasste Willnat den Einzug in den Brandenburger Landtag.
Ende 2024 profitierte Willnat unerwartet von einer politischen Entwicklung auf Bundesebene: Nach dem Bruch der Ampel-Koalition im November 2024 wurde eine vorgezogene Bundestagswahl für Anfang 2025 angesetzt. Obwohl Willnat nach zwei Intensiven Wahlkämpfen 2024 keine weiteren Kandidaturen plante, überzeugte sie der Brandenburger Linken-Spitzenkandidat Christian Görke, auch für den Bundestag anzutreten. Bei der Aufstellung erhielt sie Listenplatz 3, was viele Parteistrategen angesichts schlechter Umfragewerte nicht als sicheren Listenplatz einstuften. Im Wahlkreis 60 (Brandenburg an der Havel - Potsdam-Mittelmark 1 – Havelland 3-Teltow-Fläming 1) trat Willnat außerdem als Direktkandidatin an.

### Bundestagsmandat
Bei der vorgezogenen Bundestagswahl im Februar 2025 erzielte die Linke in überraschend ein Ergebnis, dass den Einzug von drei Brandenburger Listenkandidaten ermöglichte. Willnat erreichte im Wahlkreis 60 einen Erstimmenanteil von 10,89 %. Das Direktmandat gwann sie zwar nicht, doch über die Landesliste zog Willnat in den 21. Deutschen Bundestag ein. Sie ist damit die erste Bundestagsabgeordnete der Linken aus der Stadt Brandenburg an der Havel.
In der Linksfraktion im Bundestag übernahm Willnat von Beginn an Aufgaben in der Parlamentsarbeit. Sie wurde zur Sprecherin für Verbraucherschutz der Fraktion ernannt. Dem Bundestag gehört sie als in zwei ständigen Ausschüssen an: dem Ausschuss für die Angelegenheiten der Europäischen Union sowie dem Ausschuss für Recht und Verbraucherschutz. Im Rechts- und Verbraucherschutzausschuss fungiert sie zugleich als Obfrau der Linksfraktion. Des Weiteren ist Willnat stellvertretendes Mitglied im Ausschuss für Landwirtschaft, Ernährung und Heimat, sowie im Wahlausschuss des Bundestags.
Zusätzlich ist Willnat gewähltes Mitglied mehrerer überparteilicher Gremien: Sie ist Schriftführerin. International ist sie ordentliches Mitglied der Deutsch-Französische Parlamentarische Versammlung. Außerdem wurde sie als stellvertretendes Mitglied der Parlamentarischen Versammlung des Europarates entsandt. In Straßburg ist sie Teil der Fraktion der Vereinigten Europäischen Linken.
Willnat hielt ihre Erste Rede im Bundestag am 16. Mai 2025 zum Thema Verbraucherschutz. In der Debatte um die Umsetzung der neuen EU-Verbraucherkreditrichtlinie forderte sie ein gesetzlich verankertes Recht auf kostenfreie Schuldnerberatung für alle Bürger. Sie verwies auf die Richtlinien Vorgabe der EU, nach denen bis November 2025 ein Rechtsanspruch unabhängige, leicht zugängliche Schuldnerberatung geschaffen werden müssen. Die Linksfraktion habe hierzu bereits im Herbst 2024 einen Antrag eingebracht, der allerdings vom alten Bundestag nicht mehr beschlossen wurde. Willnat erneuerte daher die Forderung nach einem Bundesgesetz, das allen Menschen in finanzieller Notlage Zugang zu qualifizierter Schuldenberatung garantiert und dessen Finanzierung durch Bund, Länder sowie eine Beteiligung der Kreditwirtschaft gesichert ist. Sie appelliert an die Regierungsparteien, ihren Ankündigungen im Koalitionsvertrag Taten folgen zu lassen, da die Überschuldung vieler Bürger jetzt schnelles Handeln erfordert.

## Politische Positionen
Willnat vertritt in ihrer politischen Arbeit insbesondere sozialpolitische und antidiskriminierende Positionen. Eigenen Aussagen zufolge motivierte sie ihr Einsatz für soziale Gerechtigkeit und Schutz benachteiligter Gruppen, der sie schon vor der Parteikarriere umtrieb, zum eintritt in die Linke.

### Verbraucherschutz
Ein zentrales Anliegen Willnats ist der Verbraucherschutz. Sie fordert einen stärkeren rechtlichen Schutz von Verbraucher vor Überschuldung, Wucher und unfairen Geschäftsbedingungen. So strebt sie die rasche Umsetzung europäischer Vorgaben in nationales Recht an und tritt für kostenfreie Beratungsangebote für alle Konsumenten in Notlagen ein. Des Weiteren spricht sie sich für strengere Qualitätsstandards und eine solide Finanzierung der gemeinnützigen Schuldner- und Insolvenzberatung aus.

### Bildungschancen
Aufgrund ihrer eigenen Biografie sind Bildungschancen und Chancengleichheit weitere Schwerpunkte. Willnat, selbst erste Akademikerin in ihrer Familie, setzt sich für gebührenfreie Bildung und eine bessere soziale Förderung von Kindern ein. Sie unterstützt sie Volksinitiative „Schule Satt!“, die kostenloses Mittagsessen für Schulkinder fordert. Außerdem befürwortet sie Investitionen in Schulen und Kitas, ohne dass bestehende Einrichtungen benachteiligt werden dürfen.

### Integrations- und Migrationspolitik
In der Integrations- und Migrationspolitik vertritt Willnat einen inklusiven Ansatz. Sie fordert weniger bürokratische Hürden für Migranten, die Anerkennung ausländischer Berufsabschlüsse zur Fachkräftegewinnung und eine dezentrale Unterbringung Geflüchteter, um Ghettobildung vorzubeugen. Mit der von ihr Mitgegründeten Antidiskriminierungsstelle kämpft sie gegen Rassismus und alle Formen der Diskriminierung auf kommunaler Ebene.

### Umwelt- und Tierschutz
Auch im Bereich Umwelt- und Tierschutz hat Willnat Positionen bezogen. Bei ihrer Landtagskandidatur 2024 kündigte sie an, sich für den Tierschutz einzusetzen. Zudem beteiligt sie sich an Umweltschutz-Initiativen auf lokaler Ebene, etwa in Diskussionen um nachhaltige Mobilitätskonzepte. Wie viele Mitglieder der Linkspartei tritt Willnat für eine Sozial-Ökologische-Transformation ein.